# Misia Remix 1999
Misia Remix 1999 és el primer àlbum de mescles de la cantant japonesa Misia, i en general, el tercer de la seva discografia, editat el 9 de juny de 1999. Va editar-se en format casset i vinil únicament. Misia Remix 1999 va debutar en la 36a posició a la llista setmanal d'àlbums Oricon, amb 8.770 còpies venudes durant la primera setmana.

## Llista de cançons

### Casset
| 1. | «Hi no Ataru Basho (Shomari Remix)»                                      | Shomari          | 5:30 |
| 2. | «Melody (Masters at Work Remix)»                                         | Masters at Work  | 8:32 |
| 3. | «Koisuru Kisetsu (Martin Lascelles Remix)» (恋する季節 "Season of Love") | Martin Lascelles | 5:56 |

| 1. | «Tsutsumikomu Yō ni... (Dodge Remix)» | DJ Dodge | 5:58  |
| 2. | «Cry (Gomi Remix)»                    | Gomi     | 11:09 |

### Vinil
| 1. | «Hi no Ataru Basho (Shomari Remix)» | Shomari         | 5:30 |
| 2. | «Melody (Masters at Work Remix)»    | Masters at Work | 8:32 |

| 1. | «Tsutsumikomu Yō ni... (Dodge Remix)» | DJ Dodge | 5:58  |
| 2. | «Cry (Gomi Remix)»                    | Gomi     | 11:09 |

## Llista de vendes
| Llista (1999)                   | Posició | Vendes |
| ------------------------------- | ------- | ------ |
| Llista Oricon setmanal d'àlbums | 36      | 13.660 |